# تمساح خونی
تمساح خونی فیلم کمدی-اکشن ایرانی به کارگردانی جواد عزتی و تهیه‌کنندگی کامران حجازی و نویسندگی پدرام افشار محصول سال ۱۴۰۲ است. این اثر نخستین فیلم عزتی در مقام کارگردان است که در کنار عباس جمشیدی‌فر، الناز حبیبی، بهزاد خلج، شبنم قربانی، سعید آقاخانی، جمشید جهان‌زاده، رامین پورایمان،  کیومرث مرادی و امیر غفارمنش در آن به ایفای نقش پرداخته است.
تمساح خونی نخستین بار در ۱۳ بهمن ۱۴۰۲ در جشنواره فیلم فجر به نمایش درآمد و پرمخاطب‌ترین فیلم این جشنواره بود. این فیلم از ۱۶ اسفند ۱۴۰۲ تا ۲۰ شهریور ۱۴۰۳ در سینماهای ایران اکران شد. این فیلم در ۱۴ شهریور ۱۴۰۳ در فیلیمو به نمایش رسید.

## داستان
داستان فیلم حول محور دو شخصیت اصلی به نام‌های هومن (جواد عزتی) و پیمان (عباس جمشیدی‌فر) است که با دردسر بزرگی روبه‌رو شده و کمبود مالی دارند. به همین خاطر، آن‌ها تصمیم می‌گیرند تا به قمار روی آورند.

## بازیگران
| بازیگر            | شخصیت                         |
| ----------------- | ----------------------------- |
| جواد عزتی         | هومن                          |
| عباس جمشیدی‌فر     | پیمان پازوکی                  |
| الناز حبیبی       | خاطره فدوی                    |
| بهزاد خلج         | فرید قنبری                    |
| شبنم قربانی       | آناهیتا                       |
| سعید آقاخانی      | بیوک                          |
| جمشید جهان‌زاده    | دکتر                          |
| بهراد خرازی       | هاشم                          |
| رامین پورایمان    | کیومرث (دستیار فرید)          |
| کیومرث مرادی      | مٌری (رئیس قمارخانه)           |
| امیر غفارمنش      | ژوبین (دستیار رئیس قمارخانه)  |
| پژمان جمشیدی      | در نقش قمارباز (حضور افتخاری) |
| مهران غفوریان     | در نقش قمارباز (حضور افتخاری) |
| مهدی حسینی‌نیا     | در نقش قمارباز (حضور افتخاری) |
| هومن حاجی‌عبداللهی | در نقش قمارباز (حضور افتخاری) |
| کامبیز دیرباز     | در نقش قمارباز (حضور افتخاری) |

## تولید
من می‌خواستم یک فیلم تماشاگرپسند بسازم و در وهله دوم حتماً بخش سینما بودن فیلم برایم مهم بود؛ یعنی وقتی فیلم را می‌بینم، بین پلان‌های این فیلم و پلان‌های یک سریال تفاوت قائل باشم. یادم است روز اول که دور هم جمع شدیم، گفتم من دوست دارم این فیلم را برای این بسازم که در هر بخش آن حتی یک پیشنهاد کوچک برای سینما داشته باشد.

—کارگردان جواد عزتی در نشست خبری جشنواره فیلم فجر.
در اواخر تیر ۱۴۰۲ اعلام شد که جواد عزتی برای صدور پروانه ساخت اقدام کرده است. این نخستین فیلم او در مقام کارگردان است.

## انتشار
تمساح خونی در ۱۳ بهمن ۱۴۰۲ در سانس اول کاخ رسانهٔ چهل و دومین دوره جشنواره بین‌المللی فیلم فجر نمایش داده شد. سانس‌های ۱۱ روز نمایش مردمی این فیلم پیش از آغاز جشنواره حدود ۶۴۰ میلیون تومان فروش داشت و پس از صبحانه با زرافه‌ها در رتبهٔ دوم قرار گرفت. این فیلم در ۱۶ اسفند توسط پخش شهر فرنگ در سینماهای ایران اکران شد.

## بازخورد

### گیشه
تمساح خونی در اولین روز اکران عمومی خود توانست با جذب ۱۸ هزار مخاطب، ۱٬۰۳۰ میلیارد تومان فروش کند. در روز سه‌شنبه ۷ فروردین ۱۴۰۳، تمساح خونی با ۷ میلیارد تومان فروش، رکورد فروش روزانه سینمای ایران را در آن مقطع شکست. همچنین این فیلم در هفته اول فروردین ۱۴۰۳ توانست بیش از ۳۱٬۷ میلیارد تومان بفروشد.

### منتقدان
تمساح خونی در نظرسنجی ایرنا از میان ۱۴ منتقد، ۴۱٫۵ از ۷۰ ستاره را کسب کرد. همچنین تمساح خونی فیلم برگزیده منتقدان و نویسندگان ماهنامهٔ سینمایی فیلم از میان فیلم‌های جشنواره فجر شد.
ترکیب دو نقش اصلی عزتی و جمشیدی‌فر نقدهای مثبتی از طرف منتقدان گرفت. برخی منتقدان داستان فیلم را کلیشه‌ای توصیف کردند. عصر ایران به فیلم امتیاز ۲٫۵ از ۵ را داد و محتوای طنز آن را «تا حدودی تکراری» توصیف کرد. مریم فضائلی در فرهیختگان هم داستان فیلم را «قابل پیش‌بینی» اما موسیقی فیلم را از نقاط قوت آن عنوان کرد. منتقدان نورنیوز و دنیای تصویر، تمساح خونی را فیلمی خوش‌ساخت توصیف کردند که می‌تواند در گیشه موفق باشد.

## جوایز و نامزدی‌ها
| مراسم                        | تاریخ برگزاری | رده                           | نامزد     | نتیجه    | منبع          |
| ---------------------------- | ------------- | ----------------------------- | --------- | -------- | ------------- |
| چهل و دومین جشنواره فیلم فجر | ۲۲ بهمن ۱۴۰۲  | بهترین کارگردان اول (نگاه نو) | جواد عزتی | پیروز    | [ ۱۶ ] [ ۱۷ ] |
| چهل و دومین جشنواره فیلم فجر | ۲۲ بهمن ۱۴۰۲  | بهترین بازیگر اول مرد         | جواد عزتی | نامزدشده | [ ۱۶ ] [ ۱۷ ] |
| چهل و دومین جشنواره فیلم فجر | ۲۲ بهمن ۱۴۰۲  | بهترین کارگردانی              | جواد عزتی | نامزدشده | [ ۱۶ ] [ ۱۷ ] |